# Sposób na morderstwo
Sposób na morderstwo (ang. How to Get Away with Murder) – amerykański serial telewizyjny (dramat sądowy), wyprodukowany przez ABC Studios oraz ShondaLand. Twórcą serialu jest Peter Nowalk, który napisał scenariusz. Producentem wykonawczym jest Shonda Rhimes. Serial był emitowany od 25 września 2014 roku do 14 maja 2020 roku przez stację ABC. Powstało 6 serii, które łącznie składają się z 90 odcinków. W Polsce serial jest emitowany od 5 listopada 2014 roku przez AXN.
W lipcu 2019 roku ogłoszono, że szósty sezon jest finałową serią.

## Fabuła
Serial opowiada o Annalise Keating, świetnej adwokat z zakresu prawa karnego, która co roku wybiera grupę ambitnych studentów na staż w swojej kancelarii. Przez przypadek Annalise zostaje wplątana w morderstwo, które zmienia jej dotychczasowe życie.

## Obsada
| AKTOR           | ROLA                | SEZONY | UWAGI |
| --------------- | ------------------- | ------ | --- |
| Viola Davis     | Annalise Keating    | 1 - 6  | Prawniczka z krwi i kości. Zmarła śmiercią naturalną w finałowym odcinku serialu. |
| Billy Brown     | Nate Leahy          | 1 - 6  | Pełnił służbę w policji, następnie w pracował w prokuraturze. Pierwotnie kochanek Annalise, następnie jej partner. |
| Alfred Enoch    | Wes Gibbins         | 1 - 3  | Zabił męża Annalise w obronie Rebecca'i. Został uduszony, a następnie spalony w pożarze domu Annalise przez Dominicka w imieniu Jorge Castillo w odcinku „Kto nie żyje?" trzeciego sezonu. Miał dziecko z Laurel.                                                      |
| Jack Falahee    | Connor Walsh        | 1 - 6  | Uczestniczył w tuszowaniu morderstwa Sama - męża Annalise i prokurator Emily Sinclair. |
| Aja Naomi King  | Michaela Pratt      | 1 - 6  | Uczestniczyła w tuszowaniu morderstwa Sama - męża Annalise i prokurator Emily Sinclair. Opuściła grono osób związanych z Annalise, nie pojawiła się także na jej pogrzebie.                                                                                            |
| Matt McGorry    | Asher Millstone     | 1 - 6  | Zabił prokurator Emily Sinclair. |
| Karla Souza     | Laurel Castillo     | 1 - 6  | Ma syna, którego ojcem jest Wes. |
| Charlie Weber   | Frank Delfino       | 1 - 6  | Przyczynił się do "wypadku" samochodowego Annalise, przez który urodziła martwe dziecko. Zabił Lila'ę i pomagał w tuszowaniu morderstwa Sama i prokurator Emily Sinclair. Zmarł po wielokrotnym postrzeleniu przez ochronę sądu po tym, jak zastrzelił Lynne Birkhead. |
| Liza Weil       | Bonnie Winterbottom | 1 - 6  | Zabiła Rebecca'ę i pomagała w tuszowaniu morderstwa Sama i prokurator Emily Sinclair. Prawdopodobnie zmarła po przypadkowym postrzeleniu jej przez ochronę sądu w 15 odcinku szóstego sezonu. Wątek ten nie został rozwinięty ze względu na zakończenie serialu.       |
| Conrad Ricamora | Oliver Hampton      | 1 - 6  | Mąż Connor'a Walsh'a. |
| Katie Findlay   | Rebecca Sutter      | 1 - 2  | Została uduszona plastikowym workiem przez Bonnie Winterbottom, zrobiła to, aby ją uciszyć i chronić Annalise. |

## Role drugoplanowe
- Tom Verica jako Sam Keating[9]
- Alysia Reiner jako pani prokurator[10]
- Marcia Gay Harden jako dr Hannah Keating, siostra Sama[11]
- Megan West jako Lila Stangard
- Conrad Ricamora jako Oliver Hampton
- Lenny Platt jako Griffin O'Reilly
- Elliot Knight jako Aiden Walker
- Lynn Whitfield jako Mary Walker
- April Parker-Jones jako detektyw Claire Bryce
- Cicely Tyson jako Ophelia Harkness, matka Annalise[12](2 sezon)
- Kendrick Sampson[13](2 sezon)
- Famke Janssen[14](2 sezon)
- Matt Cohen jako Levi[15](2 sezon)
- Armani Jackson jako młody West[16](2 sezon)
- Amy Okuda[17](2 sezon)
- Jimmy Smits[18](4 sezon)

## Odcinki
| Sezon | Sezon | Odcinki | Oryginalna emisja | Oryginalna emisja | Oryginalna emisja | Oryginalna emisja | Oryginalna emisja |
| Sezon | Sezon | Odcinki | Premiera sezonu   | Finał sezonu      | Premiera sezonu   | Finał sezonu      |                   |
| ----- | ----- | ------- | ----------------- | ----------------- | ----------------- | ----------------- | ----------------- |
|       | 1     | 15      | 25 września 2014  | 26 lutego 2015    | 5 listopada 2014  | 20 kwietnia 2015  |                   |
|       | 2     | 15      | 24 września 2015  | 17 marca 2016     | 12 lutego 2016    | 29 kwietnia 2016  |                   |
|       | 3     | 15      | 22 września 2016  | 23 lutego 2017    | 11 listopada 2016 | 5 maja 2017       |                   |
|       | 4     | 15      | 28 września 2017  | 15 marca 2018     | —                 | —                 |                   |
|       | 5     | 15      | 27 września 2018  | 28 lutego 2019    | —                 | —                 |                   |
|       | 6     | 15      | 26 września 2019  | 14 maja 2020      | —                 | —                 |                   |

## Produkcja
9 maja 2014 roku stacja ABC zamówiła serial na sezon telewizyjny 2014/15, a 10 października zamówiła pełny sezon serialu, który liczył 15 odcinków. 
27 lutego 2015 roku ABC ogłosiła oficjalnie zamówienie drugiego sezonu, zamówienie trzeciego sezonu ogłoszono 4 marca 2016 roku, a 10 lutego 2017 roku – czwartego sezonu.
Na początku stycznia 2018 roku, poinformowano, że będzie crossover seriali: Skandal i Sposób na morderstwo. Wiosną tego samego roku serial nie znalazł się zarówno wśród skasowanych, jak i tych, których produkcję przedłużono, jednak producenci poinformowali, że posiadają zarysy fabuły piątego sezonu. 12 maja 2018 roku stacja ABC ogłosiła zamówienie piątego sezonu.
11 maja 2019 roku, stacja ABC ogłosiła przedłużenie serialu o szósty sezon.